# King's Kids
King's Kids Sverige är en del av den internationella missionsrörelsen Youth With A Mission (Ungdom Med Uppgift).
King's Kids International startade på Hawaii 1976 av Dale och Carol Kauffman. 1992 startade Magnus och Anna Ekvall arbetet permanent i Sverige. Idag utgår arbetet från kontor i Gränna och Borås under ledning av Niklas och Patricia Hallman.
Deras målsättning är att leda barn och ungdomar till en egen upplevelse av Jesus och tillsammans med dem göra honom känd för alla folk. Detta arbetar de för i samarbete med familjer och lokala församlingar över hela landet.